# Spermacoce jaliscensis
Spermacoce jaliscensis är en måreväxtart som beskrevs av Marcus Eugene Jones. Spermacoce jaliscensis ingår i släktet Spermacoce och familjen måreväxter. Inga underarter finns listade i Catalogue of Life.